# Фалафел
Фалафел (Ta'miyya, طعمية) су фритиране куглице од пасуља или леблебије, разних биљака и зачина. Пореклом из Либана и Палестине, данас су део кухиње целог блиског истока и северне Африке. Са досељавањем оријенталних Јевреја у Израел донети су и у јеврејску кухињу и често се сматрају за национално јело Израела.
Праве се од умекшаног и млевеног пасуља или леблебије, даље се додају першун, коријандар, бели лук, црни лук, пециво, со, бибер и ким. По рецепту могу се додати и жито, мирођија итд. Од масе меси се тесто, из којег се формирају мале ћуфте и прже у уљу. Фалафел је велики од 3 до 10 цм, зависно од земље или региона, и сервирају се обично у лепињи (пита хлебу) са тахином, сосом од сусама, хумусом и разноврсним поврћем. У западној Европи фалафел у новије време нуде и многе ћевабџинице као вегетаријанску алтернативу ћевапима итд.